# Houghton (Michigan)

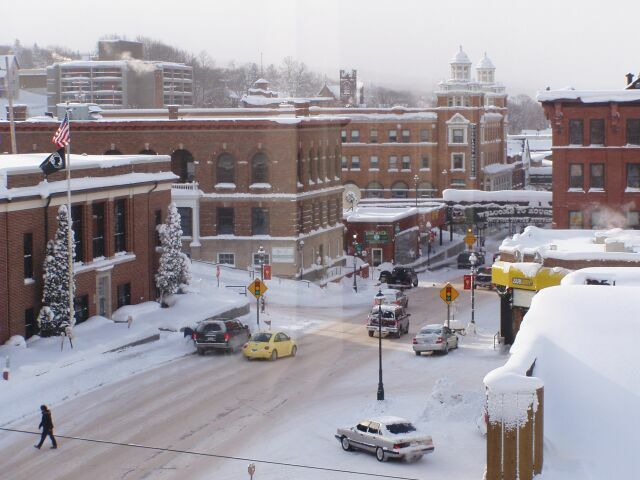
stadscentrum Houghton

Houghton is een plaats (city) in de Amerikaanse staat Michigan, en valt bestuurlijk gezien onder Houghton County.

## Demografie
Bij de volkstelling in 2000 werd het aantal inwoners vastgesteld op 7010.
In 2006 is het aantal inwoners door het United States Census Bureau geschat op 7014, een stijging van 4 (0.1%).

## Geografie
Volgens het United States Census Bureau beslaat de plaats een oppervlakte van
11,8 km², waarvan 11,2 km² land en 0,6 km² water.

## Plaatsen in de nabije omgeving
De onderstaande figuur toont nabijgelegen plaatsen in een straal van 16 km rond Houghton.